# منتخب بلجيكا تحت 18 سنة لكرة الطائرة للسيدات
منتخب بلجيكا تحت 18 سنة لكرة الطائرة للسيدات هو ممثل بلجيكا الرسمي في المنافسات الدولية في كرة طائرة للسيدات
.